# Anost
Anost (pronuncia-se "anô") é uma comuna francesa na região administrativa de Borgonha-Franco-Condado, no departamento Saône-et-Loire. Estende-se por uma área de 53,29 km². Em 2010 a comuna tinha 738 habitantes (densidade: 13,8 hab./km²).